# 말레이시아 올림픽 평의회
말레이시아 올림픽 평의회(말레이어: Majlis Olimpik Malaysia, 영어: Olympic Council of Malaysia)는 말레이시아를 대표하는 국가 올림픽 위원회이다. IOC 코드는 MAS이다. 본부는 쿠알라룸푸르에 있으며 아시아 올림픽 평의회에 소속되어 있다.
1953년에 설립했으며 1954년에 국제 올림픽 위원회의 승인을 받았다. 올림픽, 아시안 게임, 코먼웰스 게임, 동남아시아 경기 대회를 비롯한 국제 스포츠 대회에 참가하는 말레이시아의 선수들을 대표한다.

## 같이 보기
- 올림픽 말레이시아 선수단